# Karol Kurpiński

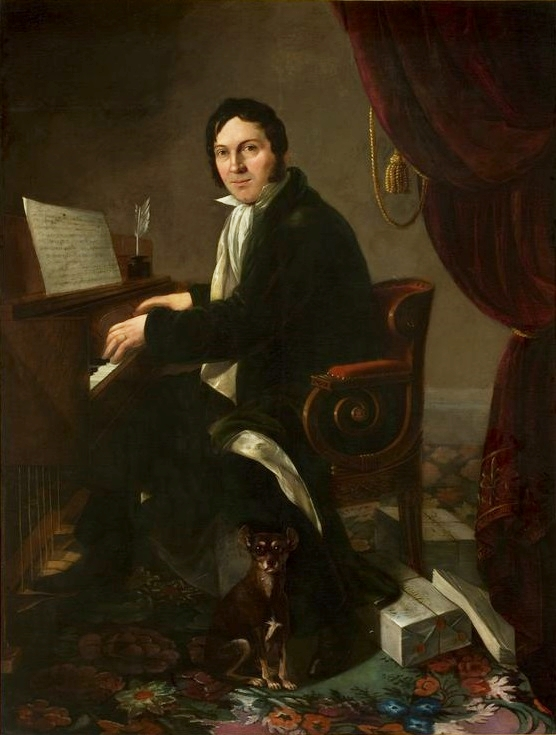
Karol Kurpiński

Karol Kazimierz Kurpiński (* 6. März 1785 in Włoszakowice (Luschwitz) bei Lissa, Polen; † 18. September 1857 in Warschau) war ein Violinist, Dirigent, Musikalienhändler, Pädagoge und einer der bedeutenden polnischen Komponisten im 19. Jahrhundert.

## Leben und Wirken
Der Sohn des Organisten Marcin Kurpiński vertrat mehrmals seinen Vater als Organist. Mit zwölf Jahren erhielt Kurpiński die Organistenstelle in Sarnowa, mit 15 Jahren war er 2. Geiger in der Hofkapelle des Grafen Polanowski in Moszkowo bei Lemberg. Im Jahr 1810 ging er nach Warschau, wo er zweiter Hofkapellmeister am Volkstheater wurde. 1819 wurde er von Zar Alexander I. zum Hofkapellmeister berufen und von diesem 1823 mit dem Sankt-Stanislaus-Orden IV. Klasse ausgezeichnet. 1820 gründete er die erste polnische Musikzeitschrift Tygodnik Muzyczny. 1823 unternahm er im Auftrag der Regierung eine achtmonatige Reise durch Europa um die Organisation der Operntheater im Westen kennenzulernen. Ein während dieser Reise erstelltes Tagebuch, stellt eine wertvolle historische Quelle dar. Nach dem Weggang Joseph Elsners war Kurpiński von 1825 bis 1842 Direktor und künstlerischer Direktor der Oper in Warschau. 1833 dirigierte er die Eröffnungsvorstellung im neuen Theatergebäude, dem Teatr Wielki, an dem er 1835 eine Gesangsschule gründete.
Von den 26 Opern, die Kurpiński schrieb, waren die erfolgreichsten Jadwiga (1814), Das Schloss von Czorsztyn (1819) und Kalmora (1820). Weiter schuf er eine Sinfonie, drei Ballette, vier Ouvertüren, ein Te Deum, 50 Polonaisen und – anlässlich des Volksaufstandes – das in Polen sehr bekannte Lied Warszawianka.
Auch als Musiktheoretiker trat er in Erscheinung mit Systematische Vorlesungen über die Grundlagen der Musik (1819) und Die Grundlagen der Harmonie (1821).